# Letiště Lubango
Letiště Lubango (portugalsky Aeroporto de Lubango; IATA: SDD, ICAO: FNUB) je letiště blízko města Lubanga, hlavního města angolské provincie Huíla.

## Vybavení
Letiště se nalézá 1761 metrů nad hladinou moře. Povrch přistávací plochy je z asfaltu a plocha samotná je dlouhá 2917 metrů a široká 45 metrů.

## Společnosti a destinace
- TAAG Angola Airlines - Catumbela, Huambo, Luanda, Onjiva, Windhoek
- SonAir - Catumbela, Luanda
- Air Namibia - Luanda, Windhoek
- Fly Angola - Luanda